# Cesson
Cesson este o comună franceză situată în departamentul Seine-et-Marne, în regiunea Île-de-France.

## Geografie

### Localizare
Cesson este situat la 38,1 km în linie dreaptă sud-est de Paris și la aproximativ 5,5 km pe șosea nord-vest de Melun, prefectura departamentului.

### Comune limitrofe
|                              | Réau                 |                  |
| Savigny-le-Temple Seine-Port |                      | Vert-Saint-Denis |
|                              | Boissise-la-Bertrand |                  |

### Geologie și relief
Altitudinea comunei variază de la 62 de metri la 86 de metri pentru cel mai înalt punct, centrul târgului fiind situat la aproximativ 79 de metri altitudine (primărie). Este clasificată în zona de seismicitate 1, corespunzătoare unei seismicități foarte scăzute.

### Hidrografie
Rețeaua hidrografică a comunei este formată din trei cursuri de apă referențiate:
- pârâul Balory, cu o lungime de 12,19 km[6], afluent al Senei;
- șanțul 01 de la Fontaine Ronde, 3,43 km[7], și;
- șanțul 01 de la Couleuvrain, 5,24 km[8], afluenți ai pârâului Balory.

Lungimea totală a cursurilor de apă de pe comună este de 4,27 km.

### Climă
În 2010, clima comunei este de tipul climatului oceanic degradat al câmpiilor din Centru și Nord, conform unui studiu al Centrului Național de Cercetare Științifică (CNRS) pe baza unui set de date care acoperă perioada 1971-2000 bazat pe o serie de date din perioada 1971-2000. În 2020, Météo-France a publicat o tipologie a climatului pentru Franța metropolitană, în care comuna este expusă unui climat oceanic și se află în regiunea climatică Sud-vest a bazinului Parisian, caracterizată printr-o ploaie redusă, în special primăvara (120-150 mm) și o iarnă rece (3,5 °C).
Pentru perioada 1971-2000, temperatura anuală medie este de 11,2 °C, cu o amplitudine termică anuală de 15,5 °C. Cumulul anual mediu de precipitații este de 687 mm, cu 10,7 zile de precipitații în ianuarie și 7,7 zile în iulie. Pentru perioada 1991-2020, temperatura medie anuală observată la stația meteorologică Météo-France cea mai apropiată, situată în comuna Seine-Port la 4 km distanță, este de 11,3 °C, iar cumulul anual mediu de precipitații este de 673,1 mm.
Pentru viitor, parametrii climatici estimati pentru comună pentru anul 2050, conform diferitelor scenarii de emisii de gaze cu efect de seră, pot fi consultati pe un site dedicat publicat de Météo-France în noiembrie 2022.

### Zone naționale de interes ecologic, faunistic și floristic
Inventarul zonelor naturale de interes ecologic, faunistic și floristic (ZNIEFF) are ca obiectiv identificarea celor mai valoroase zone din punct de vedere ecologic, în principal pentru a îmbunătăți cunoașterea patrimoniului natural național și pentru a oferi factorilor de decizie un instrument util în integrarea considerentelor de mediu în planificarea teritorială.
Teritoriul comunei Cesson include o ZNIEFF de tip 1, „Landes de Ste-Assise et bois de Boissise-la-Bertrand” (833,78 ha), care acoperă 5 comune din departament, și un ZNIEFF de tip 2, „Bois et landes entre Seine-Port et Melun” (1.343,88 ha), care acoperă 6 comune din departament.

## Urbanism

### Tipologie
La 1 ianuarie 2024, Cesson este clasificat ca centru urban intermediar, conform noii grile comunale de densitate cu șapte niveluri definită de INSEE (Institutul Național de Statistică și Studii Economice) în 2022. Aceasta aparține unității urbane a Parisului, o aglomerație inter-departamentală care cuprinde 407 comune, dintre care face parte ca o comună din suburbii. În plus, comuna face parte din aria metropolitană a Parisului, fiind una dintre comunele de la periferie, această zonă reunind 1.929 de comune.

### Utilizarea terenurilor
Ocuparea solului comunei, așa cum reiese din baza de date europeană de ocupare biofizică a solului Corine Land Cover (CLC), este marcată de importanța teritoriilor artificializate (51% în 2018), în creștere față de 1990 (33,5%). Distribuția detaliată în 2018 este următoarea: zone urbanizate (42,8%), păduri (27,7%), terenuri arabile (21,3%), zone industriale sau comerciale și rețele de comunicații (8,2%).

## Toponimie
Numele localității este menționat sub forma Seccon în 1233; Ceson în 1253; Cessonnum în 1285; Cessons în secolul al XIV-lea; Saint Martin de Sesson în 1473; Ceisson în 1607.
Cesson provine fie din latinul cessonum, „succesorul”; fie din briardul cese, „cireașa”.

## Istorie
Episcopul Guillaume de Champagne a transferat calitatea de parohie bisericii Saint-Martin de Cesson când a autorizat crearea unei priorii în Saint-Leu în 1176. În 1285, contele Guillaume de Cesson și soția sa au donat unul dintre micile lor fiefuri benedictinilor din Saint-Père din Melun. Vechiul Regim nu pare să fi marcat durabil târgul și cătunele sale Saint-Leu și Verneau. În 1720, Jean-Baptiste Plucq, baron de Seine-Port, a achiziționat pământurile Pouilly de la familia de Vaudetar, pe care le deținea de 420 de ani. El a cumpărat, de asemenea, pământurile Verneau, Saint-Leu, Bréviande, Cesson și Boissise.
După Revoluția Franceză, parohiile Cesson și Vert-Saint-Denis fuzionează în 1809, urmată, 20 de ani mai târziu, de demolarea bisericii intercomunale: cu această parohie unică, copiii celor două sate au frecventat aceeași școală, în timp ce cele două comune au cumpărat împreună un teren unde să-și îngroape morții. Sat rural, trăind în jurul fermelor sale de secole, deschiderea gării feroviare pe teritoriul său va duce, începând cu 1855, la o extindere a târgului dinspre gară, în timp ce proprietarii bogați vor prefera să-și construiască vilele pe partea opusă. Pentru anul 1866, almanahul istoric al Seine-et-Marne notează 449 de locuitori pentru Cesson și 720 pentru Vert-Saint-Denis: cetățenii i-au ales în frunte pe cei mai importanți fermieri și proprietari funciari din localitatea lor respectivă.
Fabrica de țigle și moara din Cesson trebuie să-și înceteze activitatea după războiul din 1870, la fel ca distileriile și fabrica de pieptănat in din Vert-Saint-Denis. În 1909, Henri Geoffroy, un fermier bogat din regiune, devine primarul din Cesson. De îndată ce ajunge, el îmbogățește orașul datorită relațiilor sale strânse cu primarul Parisului. Îi datorăm în special bulevardul Gării. Este înmormântat în cimitirul din Saint-Germain-Laxis.

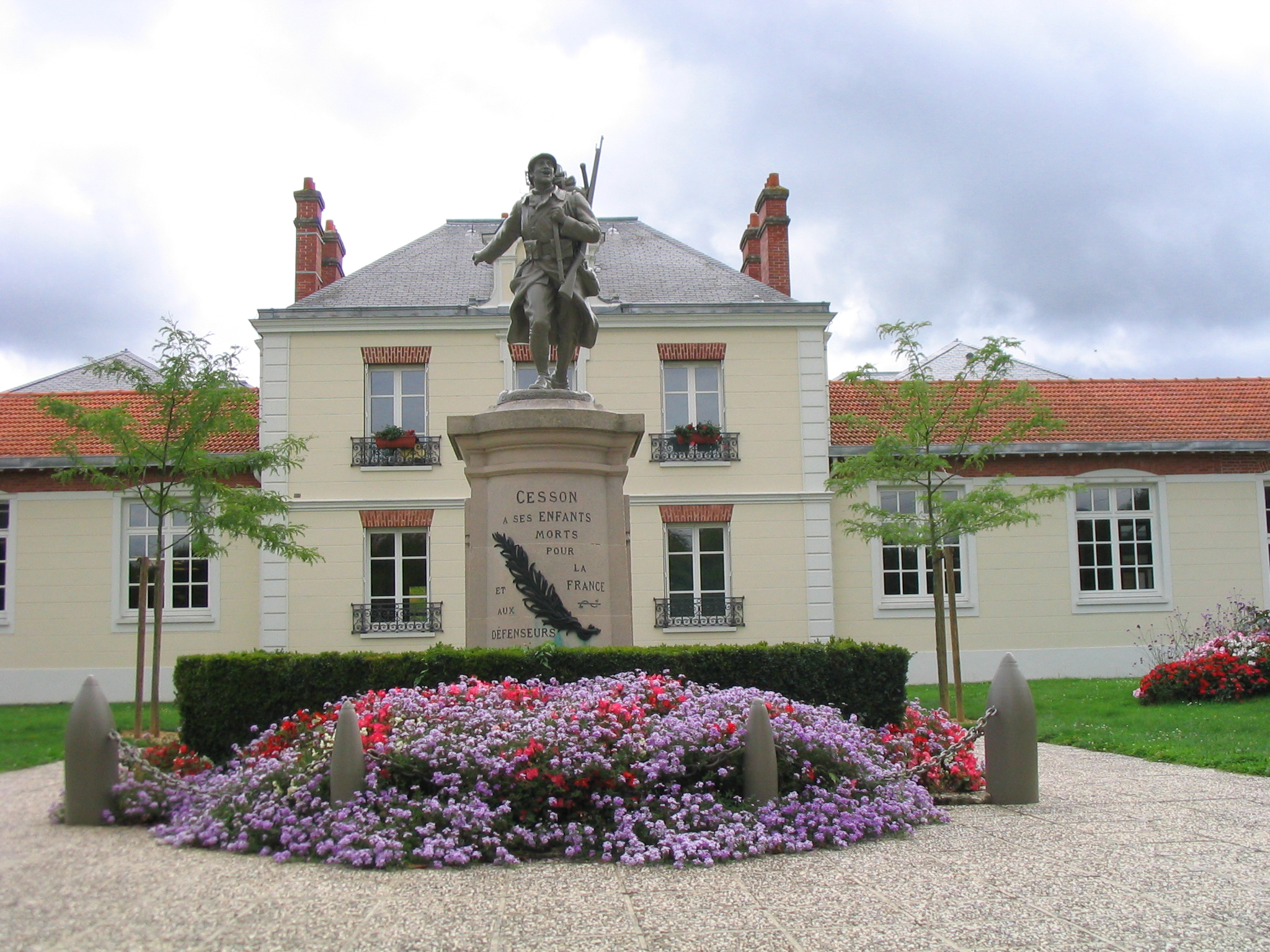
Monumentul eroilor din războiul 1914-1918 din Cesson.

Monumentul eroilor din Primul Război Mondial este ridicat în fața primăriei în 1922.
Iluminatul electric, votat încă din 1894, este instalat între 1922 și 1956.
Începând cu anii 1960, Cesson, beneficiind de situația sa pe linia SNCF care duce la Paris, va cunoaște mai multe programe de construcții de case individuale care vor face ca populația sa să treacă de la puțin peste o mie de locuitori în 1962 la peste 8500 în 2010.
Astfel, în 1966-1967 este construit Grand Village pe teritoriile Cesson și Vert-Saint-Denis, având ca model orașele-grădină englezești. Se organizează în jurul pârâului Balory. În 1967 este lansat noul sat, care urmează aceeași inspirație. Alte cartiere vor apărea cu fiecare un stil diferit, cum ar fi Clos Verneau lângă stadion, Cesson-la-forêt, cartierul poștei și recent, în anii 2000, Plaine-du-Moulin-à-Vent.

## Populația și societatea

### Date demografice
Evoluția numărului de locuitori este cunoscută prin recensămintele populației efectuate în comună începând din 1793. Pentru comunele cu mai puțin de 10 000 de locuitori, un recensământ al întregii populații este realizat la fiecare cinci ani, populațiile legale pentru anii intermediari fiind estimate prin interpolare sau extrapolare.
În 2022, comuna număra 11 141 locuitori, în scădere cu -6,81 % față de 2016 (Seine-et-Marne: +3,92 %, Franța fără Mayotte: +2,11 %).
| An        | 1793 | 1806 | 1841 | 1861 | 1876 | 1886 | 1901 | 1921 | 1936 | 1962  | 1982  | 2006  | 2014  | 2022   |
| --------- | ---- | ---- | ---- | ---- | ---- | ---- | ---- | ---- | ---- | ----- | ----- | ----- | ----- | ------ |
| Populație | 250  | 356  | 372  | 438  | 393  | 356  | 522  | 624  | 833  | 1 073 | 7 522 | 7 419 | 9 805 | 11 141 |

## Cultură locală și patrimoniu

### Locuri și monumente
Comuna nu conține nicio clădire listată în inventarul monumentelor istorice și doar una inventariată în inventarul general al patrimoniului cultural: parcul domeniului Saint-Leu.

## Înfrățiri
- Anglia – Chipping Sodbury din 1978
- Germania – Buchloe din 1986
- Mauritania – Bababé din 1988
- Romania – Bivolărie